# Csuthy Sándor
Csuthy Sándor (Nemespann, 1900. március 10. – Nemespann, 1992. március 23.) Nemespann falubírója 1942–1944 között, embermentő.

## Élete

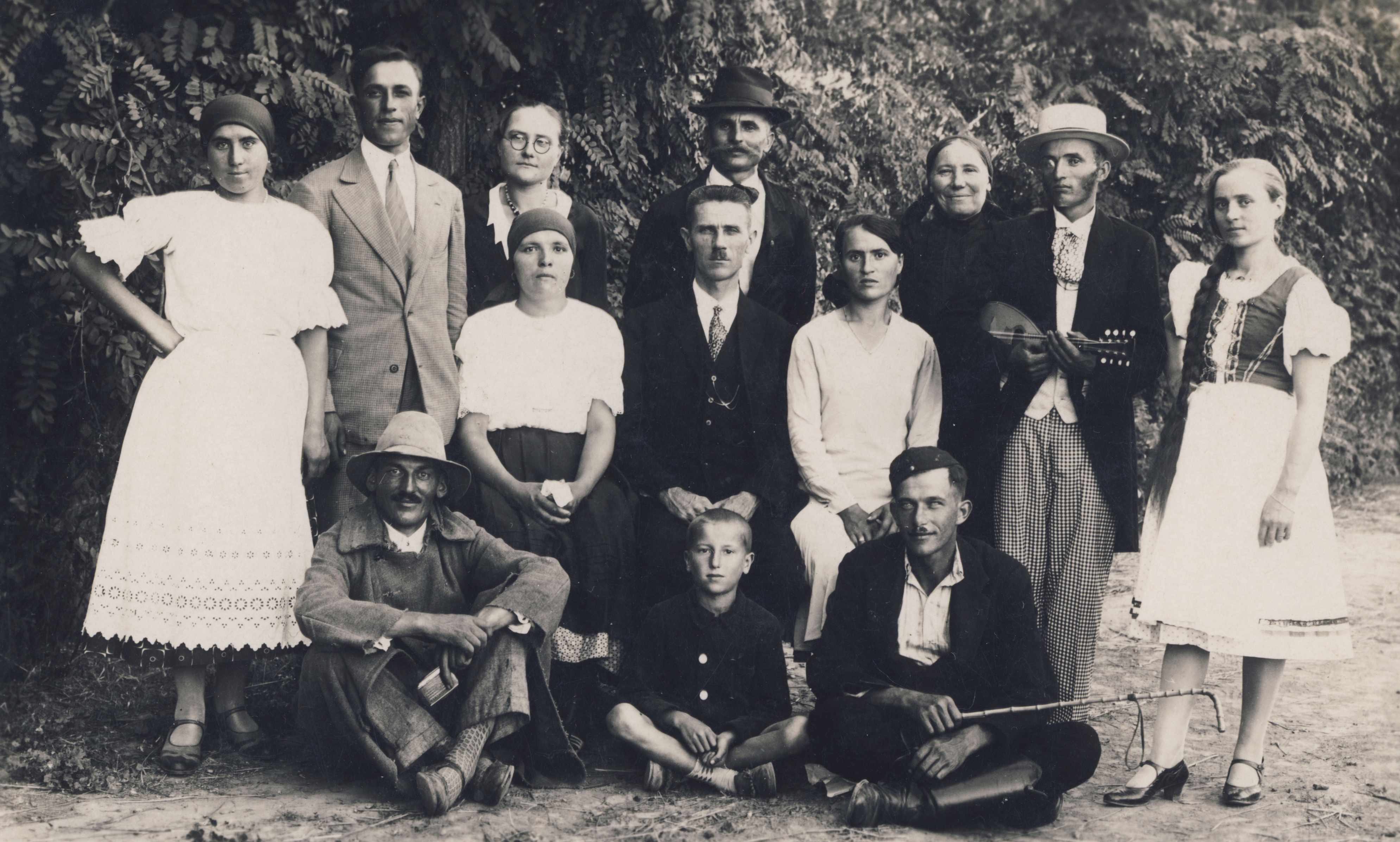
A nemespanni magyar színjátszók

Csuthy Béla (1876–1943) és Szabó Mária (1877–1953) legidősebb gyermeke. Már apja Béla is aktív volt politikailag a helyi OKP-ban, 1928-ban a nyitrai járási jelölőlistán a 12. volt, később földbérlő volt a faluban.
A második világháború előtti életéről csak annyit tudunk, hogy a megalakulástól 1927-1935 között az Országos Keresztényszociálista Párt helyi szervezetének elnöke volt és a későbbiekben is egyik elöljárója. Az Egyesült Magyar Párt helyi tisztújításakor is ügyvezető elnök lett. A helyi önkéntes tűzoltó egyesület titkára (1929, 1931), a helyi színjátszókör tagja és rendezője, illetve a templomi és helyi énekesek közé tartozott. 1937-ben valószínűleg bíráló volt a Délnyugatszlovenszkói Gazdasági Egyesület nyitrai gabonavetés-díjazásán.
1938-ban többedmagával részt vett a 34. eucharisztikus világkongresszuson Budapesten. Az 1939-ben alakult nemespanni Széchenyi Magyar Kultúr Egyesület elnöke lett, illetve a helyi Fogyasztási és Értékesítő Szövetkezet elnöke  is volt, tehát a falu főként magyar nyelvű kulturális és gazdasági életének aktív résztvevője.
1940-ben feleségül vette Botlik Máriát, így átvette a Botlik család nagyrészt bérelt birtokainak igazgatását. 1942. augusztus 1. – 1944. december 8. között falubíró volt. Mind a helyi zsidókat, mind a katona- és más szökevényeket, a bevonultak családtagjait, de még a kommunistákat is a lehetőséghez mérten védelmezte. A helyi lakosság anyagi javaira a német, majd a szovjet csapatok átvonulásakor is ügyelt. A szovjetek ismét visszahelyezték hivatalába, ez azonban csak rövid ideig, az új csehszlovák hatalomátvételig tartott.
1945-ben mint állami szempontból megbízhatatlan személyt, Nyitrán egy hónapra bebörtönözték, állampolgárságot nem kapott. Miután kiengedték, sógoránál, Kecskeméthy Dezsőnél színleg mint fontos mezőgazdasági munkaerőt tartották nyilván, hogy ne vigyék máshova kényszermunkára, és az állam ezt is kiszámlázta. 1948-ban kitelepítésre jelölték a családjával együtt, de erre már az ún. lakosságcsere leállítása miatt nem került sor. A későbbiekben a belbiztonság megfigyeltette. Állampolgárságát csak 1949 februárjában sikerült rendezni, amikor is magyar nemzetiségére való tekintettel hűségesküt kellett tennie. 1949-ben a család saját és bérelt földjeit államosították. A helyi termelőszövetkezetben többször felkérték az elnöki teendők végzésére, de sosem vállalta. Egészen az 1990-es évekig, amikor is a nemespanni Csemadok elhalt, a helyi alapszervezet tagja és annak váltakozó beosztású vezetője volt. Gyümölcstermesztéssel, borkészítéssel és keresztrejtvényfejtéssel is foglalkozott.
Combcsonttörés következményeként hunyt el, a nemespanni temetőben nyugszik.
Felesége Botlik Mária (1910-1992). Első gyermekük, László (1941) csecsemőként hunyt el. Lányai Erzsébet (Kormančík Alfrédné; 1942-1968) gyógyszerész és Etelka könyvtáros, fia Ferenc gépészmérnök.

## Elismerései
- 1969 Csemadok járási bizottságának emlékérme a Csemadok 20 éves fennállása alkalmából[16]
- Életjubileuma alkalmából köszöntötte a falu vezetősége